# Parque Flushing Meadows-Corona
El Parque Flushing Meadows-Corona, a menudo conocido como el Parque Flushing Meadows, o simplemente Flushing Meadows, es un parque público en la parte norte de Queens, en la ciudad de Nueva York (Estados Unidos). Limita con la I-678 (Van Wyck Expressway) al este, el Grand Central Parkway al oeste, la Bahía de Flushing al norte y el Union Turnpike al sur. Es el cuarto parque público más grande de la ciudad, con una superficie total de 897 acres (363 ha).
Hasta el siglo XIX, el sitio consistía en humedales a ambos lados del río Flushing, que atraviesa la región de norte a sur. Desde la primera década del siglo XX, se utilizó como vertedero de cenizas, ya que en ese momento el terreno estaba tan lejos de las partes desarrolladas de la ciudad de Nueva York que se consideraba casi sin valor. El Comisionado de Parques de la Ciudad de Nueva York, Robert Moses,  concibió la idea de desarrollar un gran parque en Flushing Meadow en la década de 1920 como parte de un sistema de parques en el este de Queens. El Parque Flushing Meadows-Corona se creó como sede de la Feria Mundial de Nueva York de 1939 y también fue sede de la Feria Mundial de Nueva York de 1964. Después de la feria de 1964, el parque se deterioró, aunque se han realizado algunas mejoras desde las décadas de 1990 y 2000.
El Parque Flushing Meadows-Corona conserva gran parte del diseño de la Feria Mundial de 1939. Sus atracciones incluyen el USTA Billie Jean King National Tennis Center, la actual sede del Abierto de Estados Unidos; el Citi Field, el hogar del equipo de béisbol New York Mets; el New York Hall of Science; el Museo de Queens; el Teatro Queens en el Parque; el Zoológico de Queens; la Unisfera; y el Pabellón del Estado de Nueva York. Hasta 2009 albergó el Shea Stadium, que fue demolido. Lo atraviesa el río Flushing y, al sur de Long Island Expressway, los lagos llamados Meadow y Willow ocupan gran parte de su área.
El Parque Flushing Meadows-Corona es propiedad y está mantenido por el Departamento de Parques y Recreación de la Ciudad de Nueva York (NYC Parks). Los grupos privados sin fines de lucro, como Flushing Meadows-Corona Park Conservancy y Alliance for Flushing Meadows-Corona Park, brindan fondos, servicios y apoyo adicionales. El parque está en el extremo este del área que abarca la Junta Comunitaria de Queens 4.

## Etimología

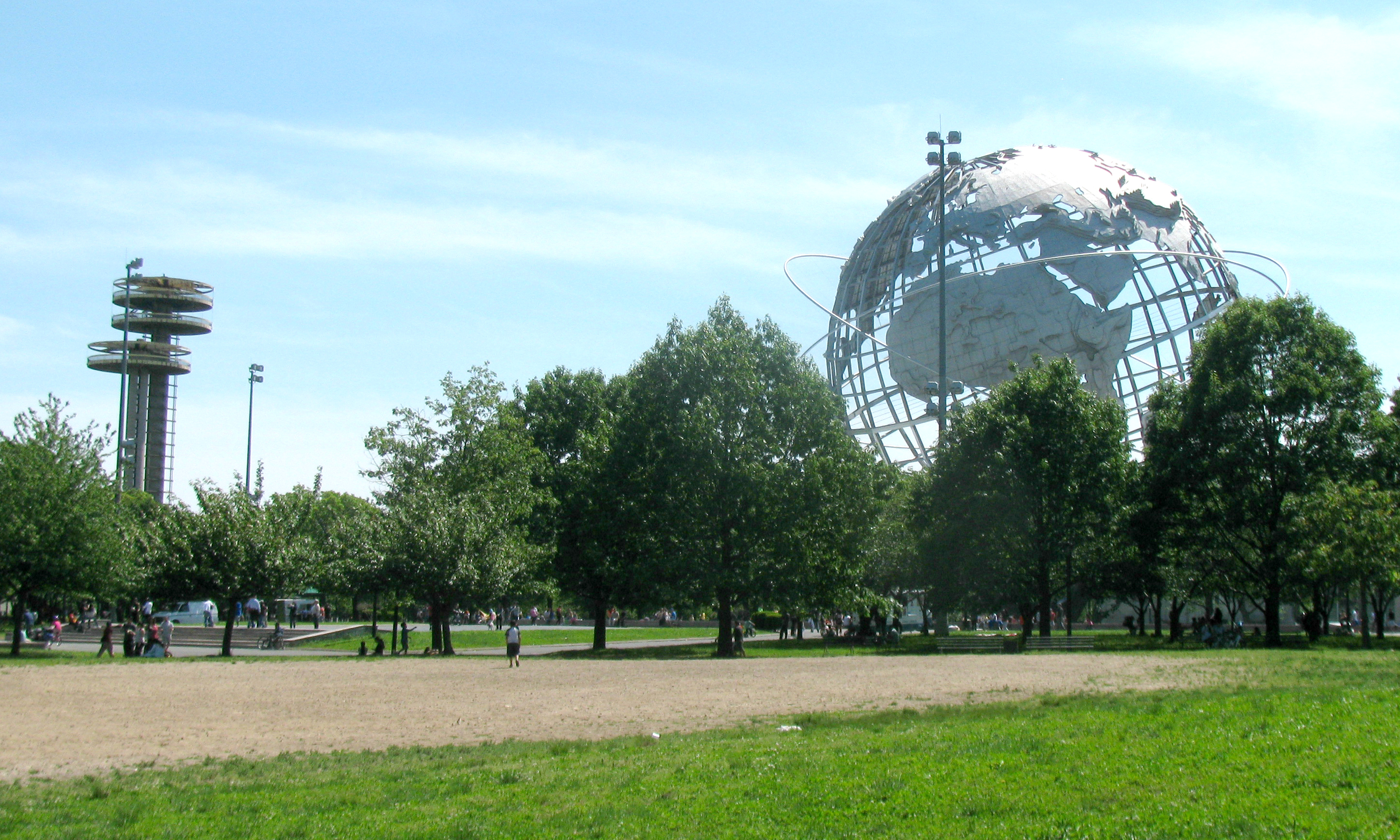
Vista de la torre del Pabellón del Estado de Nueva York y Unisphere en 2013

El parque lleva el nombre de los vecindarios cercanos de Flushing y Corona, que están separados por el parque. El nombre "Flushing" es una corrupción de la ciudad portuaria de Vlissingen en los Países Bajos. En el siglo XIX, la palabra "lavado" se había asociado con "una limpieza con agua corriente". "Corona" se agregó al nombre durante la Feria Mundial de Nueva York de 1964.

## Historia

### Primeros años
Durante al menos tres períodos glaciales, incluida la glaciación de Wisconsin hace unos 20 000 años, las capas de hielo avanzaron hacia el sur a través de América del Norte tallando morrenas, valles y colinas. En particular, se formaron bahías y estuarios a lo largo de la costa norte de Long Island. Durante la glaciación, lo que ahora es el Parque Flushing Meadows se formó justo al norte de la morrena terminal que atraviesa Long Island, que consistía en arena, grava, arcilla y cantos rodados. Esta creó una división de drenaje, con ríos al norte, como el futuro río Flushing, que desemboca en la costa norte. El sitio de Flushing Meadows se convirtió en un lago glacial y cuando el hielo se derritió, en una marisma. Antes de la glaciación, el río Hudson utilizaba el valle del río Flushing para desembocar en el océano Atlántico hacia el sur. Durante el siglo XIX, el sitio estaba aún compuesto por humedales que se extendían a ambos lados del río Flushing. Las especies que habitaban el sitio incluían aves acuáticas y cangrejos violinistas, y los peces usaban estanques de agua para desovar.
El área fue colonizada por primera vez por nativos algonquinos de Long Island (denominados erróneamente "mantinecocks"). Consistían en los grupos lenape "Canarsee" y "Rockaway", que habitaban los humedales costeros de Queens y Brooklyn. Desde 1640, los colonos holandeses se mudaron al área y establecieron la ciudad de Newtown al oeste del sitio (que se convertiría en Elmhurst, Corona y otras áreas en el oeste de Queens) y la ciudad de Flushing al este. la pradera se conocieron como Corona Meadows. Para 1666, la población nativa había sido desplazada por colonos europeos, aunque una escritura reservaba el derecho de cazar en la tierra para los nativos. Varios terratenientes comenzaron a construir granjas a mediados y finales del siglo XVII. la pradera proporcionaron numerosos recursos naturales para los colonos, incluida madera, agua, suelo fértil y pasto y heno. Durante la Revolución de las Trece Colonias, una granja en el sitio de la Marina de la Feria Mundial moderna se utilizó como cuartel general de las fuerzas británicas.

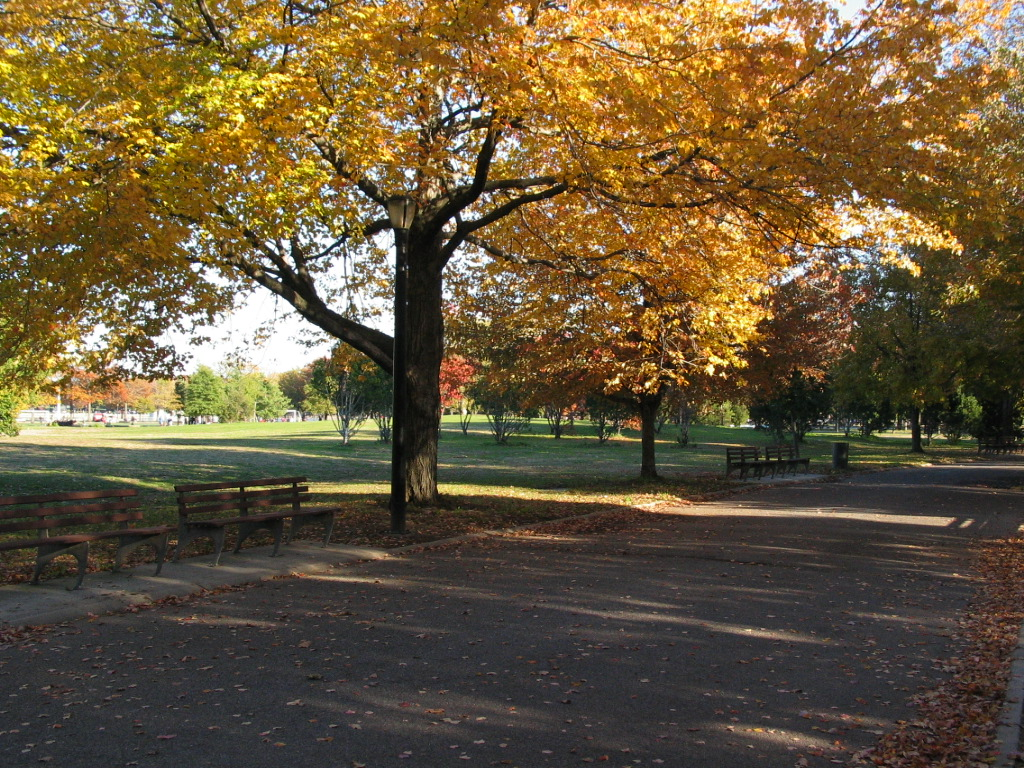
El parque en otoño

En la década de 1800, se establecieron caminos primitivos que cruzaban la pradera, a lo largo de lo que ahora es Northern Boulevard y Long Island Expressway. También se colocaron varios ferrocarriles a través del sitio, incluidas las líneas del Ferrocarril de Flushing y North Side (el actual Ramal Port Washington y el desaparecido Ramal Whitestone). Poco después de la Guerra de Secesión, la pradera se convirtió en un centro turístico frente al mar debido a su belleza natural, y los neoyorquinos acomodados construyeron casas en la zona. El tabernero británico Harry Hill construyó el Flushing Bay Hotel and Pavilion en el futuro sitio del puerto deportivo.

### Relleno y uso como vertedero
Hacia 1907, el contratista Michael Degnon, cuya empresa construyó el puente Williamsburg, el canal Cape Cod y el Túnel Steinway (utilizado por los trenes 7 y < 7 >), compró grandes extensiones de pantano cerca de Flushing Creek. En ese momento, la tierra se consideraba "casi sin valor". Degnon imaginó usar el sitio para crear un gran puerto industrial alrededor de la Bahía de Flushing, similar a una terminal que desarrolló en Long Island City. Para 1911, Degnon había creado un plan junto con el Departamento de Guerra de los Estados Unidos y la Oficina Topográfica de Queens. El plan preveía ampliar Flushing River y crear muelles para barcos, con numerosas fábricas e instalaciones de carga. Mientras tanto, se esperaba que las áreas residenciales de Corona se convirtieran en la residencia principal de los trabajadores de la fábrica.

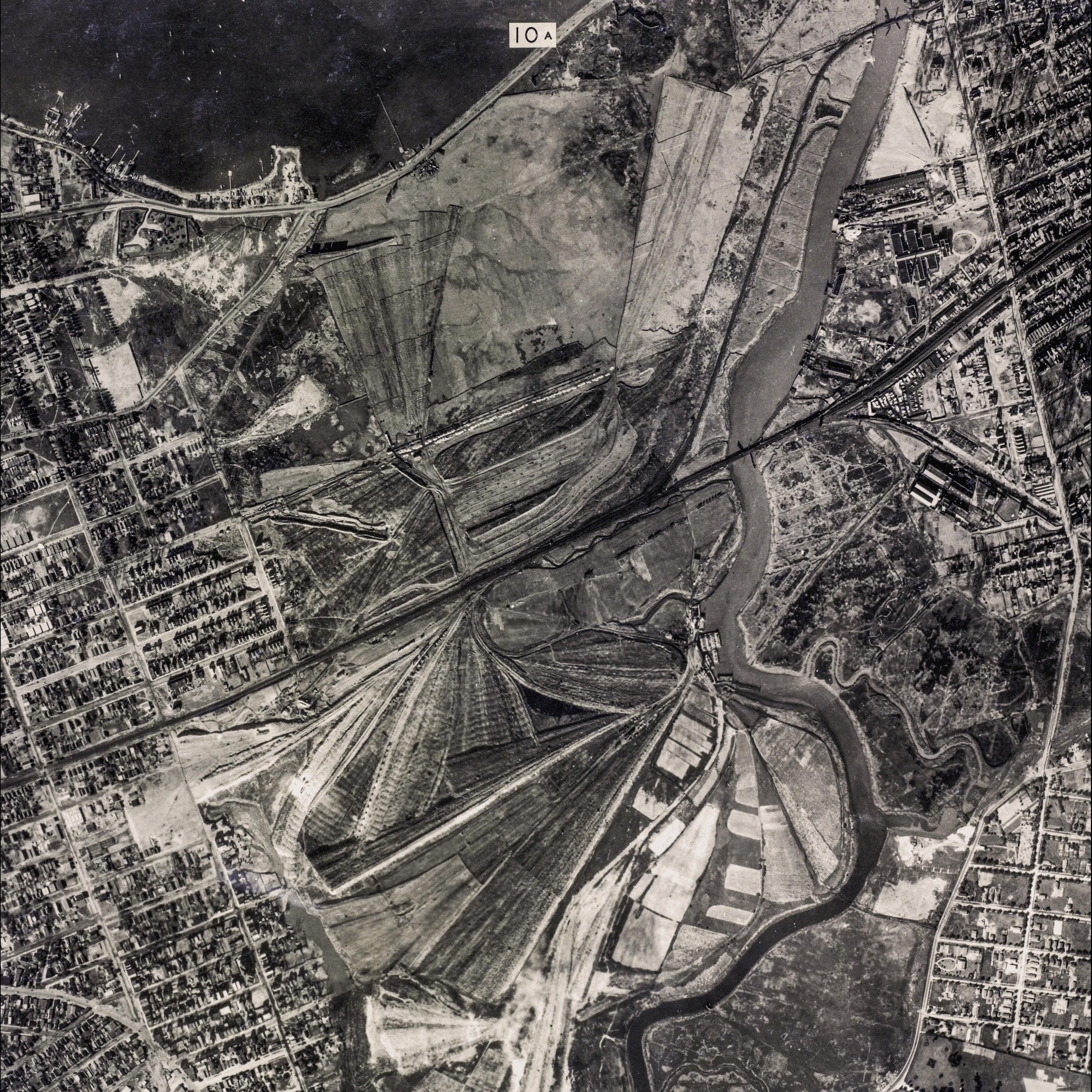
Vista aérea de Corona Ash Dumps, hacia principios de la década de 1920

Para crear el puerto, desde 1910 Degnon procedió a rellenar el terreno con cenizas de carbón doméstico y basura de las calles de Brooklyn. Degnon creó dos empresas propias, una de las cuales fue contratada con el Departamento de Saneamiento de la Ciudad de Nueva York. También contrató a Brooklyn Ash Removal Company, propiedad de Fishhooks McCarthy, miembro de la corrupta maquinaria política de Tammany Hall. Las cenizas residenciales se recogieron en carros de Brooklyn Rapid Transit Company y se cargaron en trenes de carga que viajaban a través de las sucursales del Ferrocarril de Long Island u otros carros, que transportaban la basura a Corona. La operación se denominó una "cinta transportadora" de basura en toda la ciudad, mientras que los trenes recibieron el sobrenombre de "Expreso del Talco" porque a menudo corrían descubiertos y depositaban hollín en los alrededores. El extremo norte del sitio se rellenó con tierra bombeada de la Bahía de Flushing, que estaba siendo dragada. El material de la bahía fue extraído por una máquina hidráulica en alta mar y canalizado a través de un canal 1500 pies (457,2 m) a través de Northern Boulevard, antes de ser depositada en los humedales. El relleno de la pradera norte se completó en 1916.
La idea de crear un puerto se detuvo en 1917 por las restricciones materiales causadas por la Primera Guerra Mundial y la falta de apoyo federal. Las actividades industriales en el distrito se cumplieron con las terminales existentes en Long Island City, Maspeth, Flushing y College Point. Sin embargo, continuó el vertido de cenizas en la pradera, impulsado por el mayor uso de incineradores de basura en la ciudad. El área se conoció como Corona Dump o Corona Ash Dumps. Durante casi 30 años de llenado, se vertieron unos 50 millones de yardas cúbicas de ceniza y desechos. Un montículo de ceniza en particular se elevó 90 pies (27,4 m) de altura y fue llamado "Monte Corona". Otros montículos se elevaron 12,2-15,2 m de altura. El l relleno fue de 30 pies (9,1 m) de altura en promedio.
Los basureros provocaron la ira de los residentes locales, debido a los fuertes olores y a que se consideraban antiestéticos, junto con el aumento de las infestaciones de ratas en los vecindarios locales. Gran parte de la "basura callejera" recolectada consistía en estiércol de caballo de carruajes tirados por caballos. Además, muchos residentes simplemente tiraron la basura normal junto con las cenizas de carbón. la pradera también fueron considerados uno de los peores criaderos de mosquitos en la ciudad. El basurero fue caracterizado como "un valle de cenizas" en El gran Gatsby de F. Scott Fitzgerald. Mientras tanto, Fitzgerald describió el río Flushing, ahora contaminado por los vertederos, como "un pequeño río asqueroso". Los basureros y los trenes de basura fueron acusados de facilitar un brote de polio en Corona en 1916. Los residentes locales llevaron a los tribunales a Brooklyn Ash Removal Company en 1923 por "violación del código sanitario" debido al humo emitido de los vertederos. Como una concesión menor, la compañía abrió el Corona Park Golf and Country Club en 1931, en un tramo cerca de Nassau Boulevard (hoy Long Island Expressway).

### Diseño del parque y Ferias Mundiales

#### La Feria de 1939

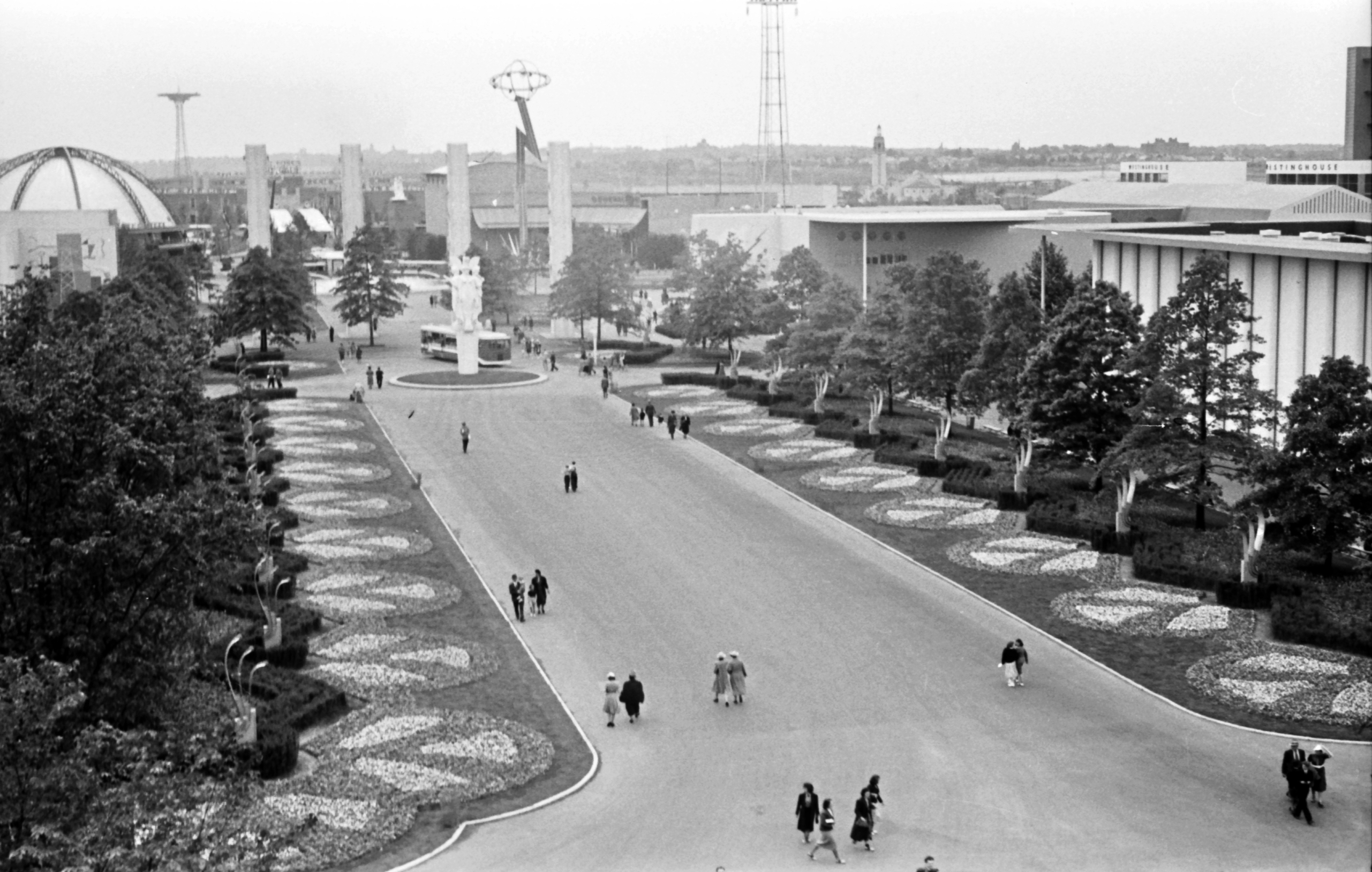
La Feria Mundial de Nueva York de 1939

El Comisionado de Parques de la Ciudad de Nueva York, Robert Moses, concibió por primera vez la idea de desarrollar un gran parque en Flushing Meadow en la década de 1920. En ese momento, imaginó que el sitio se convertiría en un "verdadero 'Central Park'", especialmente con gran parte de la población de la ciudad mudándose a Queens y Long Island debido a la expansión urbana. Moses también planeó que Flushing Meadows fuera el más occidental de una cadena de parques que atravesaba Queens, que incluiría Kissena Park, Cunningham Park, Alley Pond Park y Douglaston Park. En 1929, los representantes de las comunidades circundantes crearon un plan para convertir el vertedero de cenizas en un complejo recreativo y se lo presentaron al presidente del condado de Queens, George U. Harvey.
En 1930, Moses publicó planes para numerosos parques y carreteras en la ciudad. Esto incluyó Grand Central Parkway, cuya construcción requeriría tomar tierra de los vertederos de ceniza. Uno de los proyectos provisionales enumerados fue un "Flushing River Park", junto con una "Flushing River Parkway". El contrato de Brooklyn Ash Removal Company con la ciudad expiró en 1933, y la ciudad se hizo cargo de los activos y operaciones de la empresa el 25 de mayo de 1934. La propiedad de Brooklyn Ash ocupaba alrededor 300 acres (121,4 ha) de los 1 acre (0,4 ha), al norte de lo que ahora es Long Island Expressway. El resto de la pradera todavía contenía vida silvestre natural. Fue frecuentado por cazadores de pieles, residentes locales que recogían leña y cultivaban verduras y, más tarde, ocupantes ilegales durante la Gran Depresión. Las áreas de los vertederos también se utilizaron para el cultivo de hortalizas, con el suelo fertilizado por la basura y el estiércol.
En 1935, el sitio, ahora planificado como "Flushing Meadow Park", fue seleccionado para lo que se convertiría en la Feria Mundial de 1939. Además de los vertederos de cenizas y la pradera sin desarrollar, las casas en Corona al este de la calle 111, adyacentes a los vertederos, fueron condenadas y agregadas al sitio, desplazando a los residentes. Los planos fueron diseñados en estilo Beaux-Arts por el arquitecto paisajista del Departamento de Parques Gilmore David Clarke y su socio Michael Rapuano. El trabajo en el sitio de la Exposición Universal comenzó el 16 de junio de 1936. El proyecto consistió principalmente en nivelar los montículos de ceniza, y el material sobrante se usó para rellenar otras áreas. Se excavaron dos sitios para crear los lagos Meadow y Willow, mientras que gran parte del río Flushing se desvió hacia alcantarillas subterráneas. Se construyó una compuerta para evitar que el flujo de las mareas inunde los lagos. Además de la recreación, los lagos servirían como depósitos para el exceso de escorrentía de tormentas. La tierra excavada se utilizó como tierra vegetal adicional para el parque. Se trabajó durante 24 horas al día, con 450 trabajadores operando en tres turnos diarios. Estos estuvieron expuestos a las condiciones de la marea alta y a las tormentas de polvo creadas por la ceniza. El trabajo cambió significativamente la topografía de la zona, en contraste con el paisaje original fruto de la glaciación. Miles de árboles fueron trasplantados al recinto ferial para crear un paisaje natural. Mientras tanto, se clavaron miles de vigas de 100 pies (30,5 m) de altura de abeto Douglas como pilotes para los cimientos de las estructuras de la feria. El plan para peatones requería numerosos caminos amplios bordeados de árboles, incluido un "Cascade Mall" central que conducía a Trylon y Perisphere, muchos de los cuales se conservarían para el parque.
Ante el deber de disponer de las montañas de ceniza, Moses incorporó una parte importante de los desechos en las bases de varias calzadas que bordeaban o atravesaban el parque. Esto incluía la Autopista Van Wyck (Interestatal 678) que recorre el lado este del parque, la cercana Interboro Parkway (ahora Jackie Robinson Parkway) y la Autopista Long Island (Interestatal 495) que divide el parque en mitades norte y sur. Grand Central Parkway separa un lóbulo occidental de la parte principal de la mitad norte, mientras que Jewel Avenue de este a oeste divide la mitad sur. El éxito del sitio de Flushing Meadows como basurero convertido en parque llevó a Moses y a la ciudad a convertir otros humedales de la ciudad en parques mediante el vertido de basura a corto plazo. Este proceso se utilizó para crear Marine Park y Spring Creek Park en Brooklyn, y Ferry Point Park en el Bronx. Este también era el plan original para los rellenos sanitarios de Fresh Kills y Edgemere, que permanecieron abiertos más allá de su duración esperada y se convirtieron en vertederos municipales grandes y de largo plazo. El sitio Fresh Kills se está desarrollando actualmente en Freshkills Park.
En noviembre de 1939, falló una tubería principal de agua que atravesaba el Parque Flushing Meadows para suministrar agua a Flushing. A diferencia de los edificios de la feria, la tubería no se construyó sobre cimientos de pilotes y finalmente se hundió en el pantano y el vertedero. En enero de 1940, el presidente del condado, Harvey, exigió que se llevara a cabo una investigación sobre la construcción de la tubería principal, mientras que la Junta de Estimaciones asignó $ 50,200 para reparaciones. Luego del cierre de la Feria en 1940, se suponía que el sitio se despejaría para desarrollar y abrir Flushing Meadows como un parque de la ciudad. Sin embargo, el inicio de la Segunda Guerra Mundial retrasó el proyecto. Se suponía que las ganancias de la Feria Mundial pagarían el desarrollo del parque, pero a pesar de su éxito, la feria resultó una pérdida financiera. Solo se abrieron dos atracciones permanentes en 1941: una pista de patinaje sobre hielo y una pista de patinaje sobre ruedas en el New York City Building, y una piscina pública ubicada en el anfiteatro marino del estado de Nueva York (ahora demolido). Este último utilizó la piscina utilizada para Aquacade de Billy Rose durante la feria.
Mientras tanto, algunos de los edificios de la Feria de 1939 se utilizaron para la primera sede temporal de las Naciones Unidas desde 1946. El New York City Building se utilizó para la Asamblea General de las Naciones Unidas durante este tiempo. Moses intentó vender Flushing Meadows como sede permanente de la ONU, lo que habría requerido nuevas estructuras y un rediseño completo del diseño del recinto ferial. Sin embargo, la propuesta fue rechazada debido a preocupaciones sobre la fuerza del antiguo pantano para la construcción de edificios, la falta de "belleza escénica" en la pradera y la distancia de Manhattan. La ONU se mudó a su sede permanente en 1951. El New York City Building fue posteriormente renovado para la Feria de 1964 como el Pabellón de la ciudad de Nueva York, con el Panorama de la ciudad de Nueva York, un modelo a escala enorme de toda la ciudad. Es uno de los dos edificios que sobreviven de la Feria de 1939, y el único que permanece en su ubicación original. (El otro es el edificio de exhibición de Bélgica, desmontado y trasladado al campus de la Universidad Virginia Union en 1941). Actualmente es la sede Museo de Arte de Queens, que aún alberga, y ocasionalmente actualiza, el Panorama. Mientras tanto, el resto del parque se había deteriorado y los animales salvajes regresaban al área. Solo se realizaron mejoras menores al parque durante este tiempo.

#### Feria de 1964

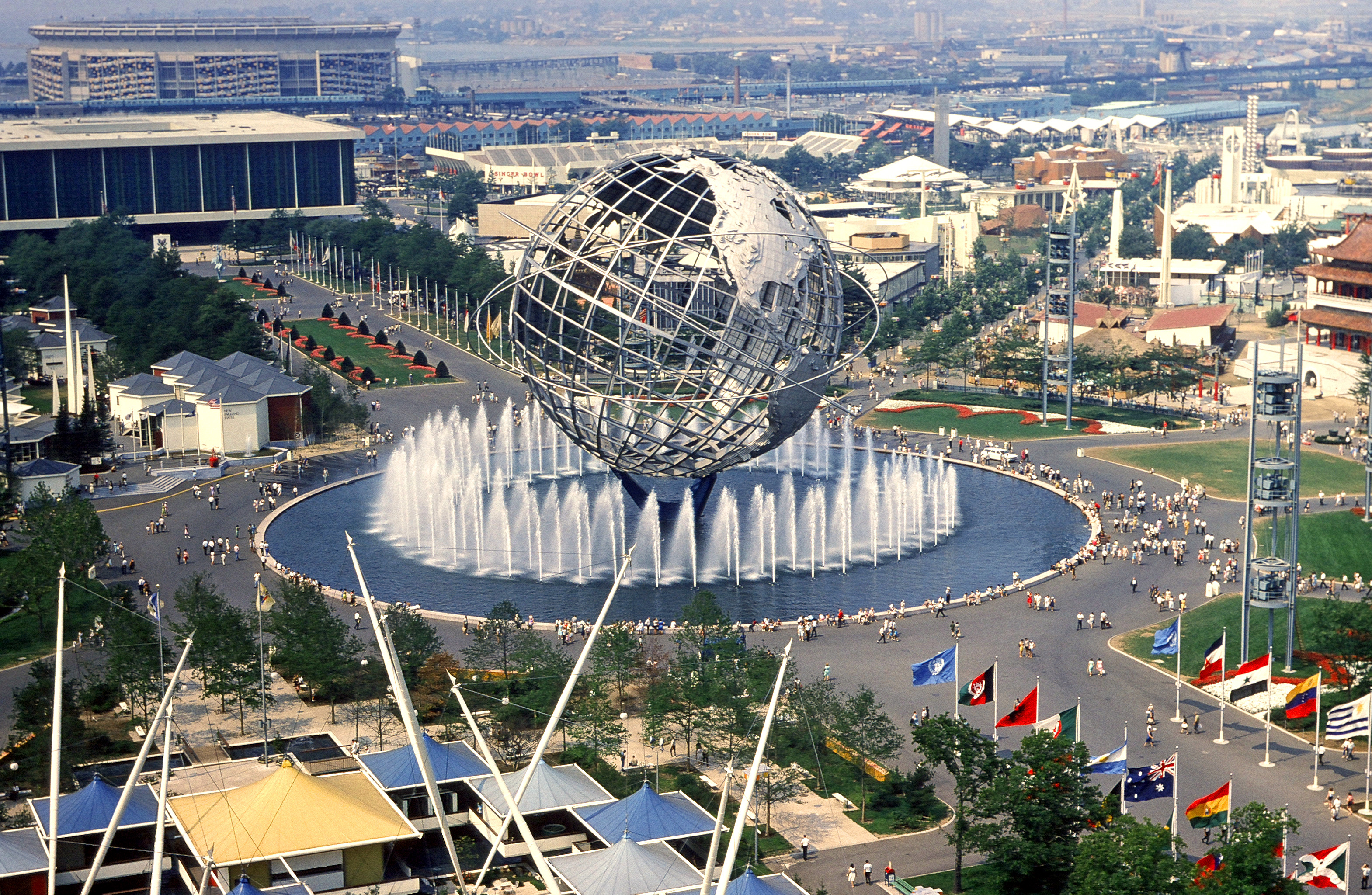
El Unisphere en la Feria Mundial de 1964

El sitio de Flushing Meadows fue seleccionado en 1959 para la Feria Mundial de 1964. Gilmore D. Clarke y Michael Rapuano fueron contratados para adaptar el diseño original del parque de 1939 para la nueva feria. De la Feria de 1939 se conservaron tres estructuras. Mientras tanto, se crearon varias estructuras y atracciones nuevas, como Unisphere, Shea Stadium, New York Hall of Science y Jardín botánico de Queens; los tres últimos fueron pensados como atracciones permanentes. El Unisphere, construido como el símbolo temático de la Exposición Universal de 1964, se ha convertido desde entonces en la principal característica escultórica del parque. Se encuentra en el solar que ocupó el Perisphere durante la Feria anterior. La autopista Van Wyck se extendió hacia el norte a través del sitio del parque a lo largo del derecho de paso del antiguo Ferrocarril de la Feria Mundial. Moses y el Departamento de Parques también prepararon planes posteriores a la feria para terminar el Parque Flushing Meadows, así como el Parque Kissena Corridor y el Parque Kissena, cuya finalización se proyecta para 1967.
A principios de 1964, el Ayuntamiento de Nueva York añadió "Corona" al nombre del parque; el parque ahora se llamaba "Flushing Meadows-Corona Park", en preparación para la Feria Mundial de ese año. El concejal Edward Sadowsky explicó que esto tenía la intención de corregir una injusticia: "La gente de Corona ha vivido durante mucho tiempo en el aroma de un depósito de chatarra o un basurero que lleva el nombre de su comunidad. Ahora, cuando hay algo hermoso que ver, no se menciona el nombre de Corona". Después de la feria, la mayor parte de los 11,6 millones de dólares restantes de los fondos de la feria, así como dinero de la Autoridad de Túneles y Puentes Triborough de Moses, se utilizaron para rehabilitar el sitio y convertirlo en un verdadero parque. El Parque Flushing Meadows-Corona fue transferido de World's Fair Corporation al Departamento de Parques y se inauguró el 3 de junio de 1967.

### Después de las Exposiciones Mundiales

#### Finales delsigloXX
Aunque el parque se inauguró, aún no se había convertido en el gran parque que Moisés había imaginado originalmente. En agosto de 1967, el nuevo comisionado de parques, August Heckscher II, trató de iniciar mejoras en el parque para convertirlo en el "Central Park del siglo XX". Los arquitectos Marcel Breuer y Kenzō Tange habían diseñado un nuevo plan para el parque, pero el proyecto no recibió fondos debido a problemas de comunicación con la oficina del Contralor de la Ciudad de Nueva York. Para 1972, se había realizado poco desarrollo para mejorar el parque, mientras que muchas estructuras de la Exposición Universal permanecían en mal estado. El deterioro fue sistemático dentro del sistema de parques, producto de la falta de fondos durante la crisis fiscal de esa década. Este estado de deterioro continuó en la década de 1980.
En 1975, un grupo de católicos tradicionalistas comenzó a reunirse en el antiguo monumento exedra del Pabellón del Vaticano de la Feria Mundial de Nueva York de 1964 para tener vigilias vespertinas de rezo del rosario, después de haberse visto obligado a trasladarse desde Bayside. Uno de sus miembros, Veronica Lueken, afirmó haber tenido allí visiones de la Virgen María y recibifo supuestos mensajes del cielo, con frecuencia de naturaleza apocalíptica. En su apogeo a fines del siglo XX, miles de personas asistían a los eventos nocturnos, que se realizaban en diferentes días festivos. Un evento en junio de 1983 atrajo a 15 000 peregrinos. Pese a la popularidad de los eventos, el obispo Francis Mugavero, entonces obispo de la diócesis católica de Brooklyn, declaró en una "Declaración sobre el movimiento Bayside" de 1986 que los eventos carecían de credibilidad. Tras la muerte de Lueken en 1995 y la de su esposo en 2002, sus seguidores se dividieron en dos pequeños campamentos que continuaron visitando el parque para las vigilias.
Además, en 1978, el Abierto de Estados Unidos se trasladó del West Side Tennis Club en Forest Hills a Parque Flushing Meadows. El torneo se llevó a cabo originalmente en el estadio Singer Bowl (rebautizado como Estadio Louis Armstrong), una estructura de la Feria Mundial de 1964 que fue renovada y ampliada para el torneo. Otras partes del parque también fueron reparadas o ampliadas para el torneo, incluidas las fuentes del Unisphere.
Arne Abramowitz se convirtió en administrador del Parque Flushing Meadows-Corona en 1986 y pronto comenzó a planificar una renovación del parque. Al año siguiente, NYC Parks anunció una rehabilitación del parque por 80 millones de dólares. La renovación se había planificado desde principios de la década de 1980, pero se aplazó debido a la falta de financiación. Los terrenos de la sección norte del parque se ajardinaron en 1992, y la restauración del Unisphere se completó en mayo de 1994. Desde principios de la década de 1990, los patinadores han utilizado las repisas, los escalones y las rejillas de la fuente del Pabellón del Estado de Nueva York y se han presentado en famosos videos de patinaje de la costa este.

#### Principios delsigloXXI
A principios de la década de 2000, el parque se había convertido en la residencia de varias personas sin hogar. Este hecho llamó la atención después de que cinco personas posiblemente sin hogar secuestraron, violaron y amenazaron con matar a una mujer que había estado sentada con su pareja en la cercana estación de metro Mets-Willets Point.

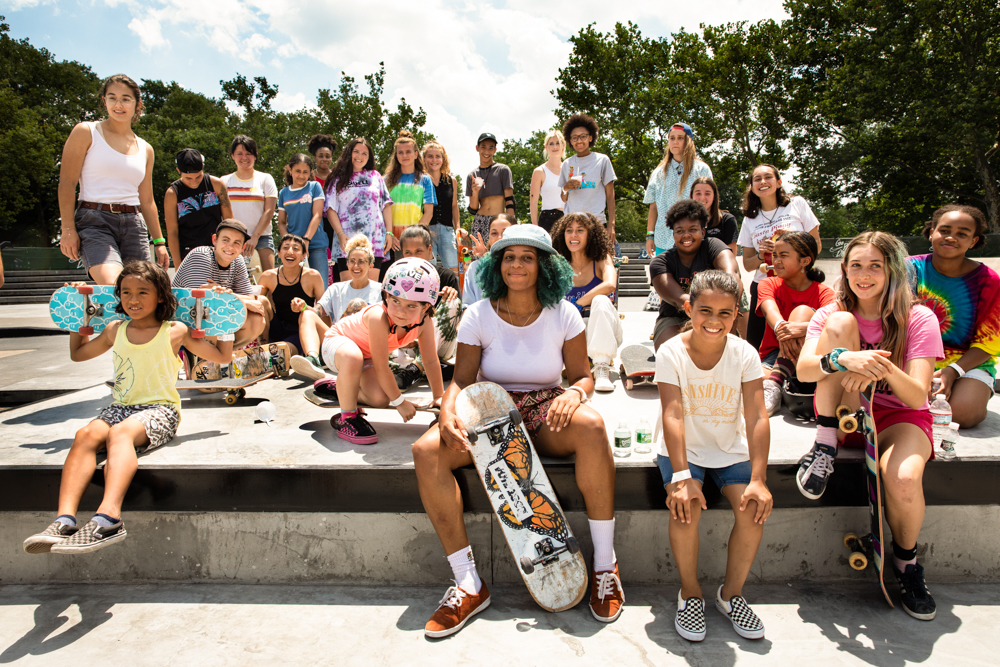
Nike Go Play Day-Skate Kitchen y Quell skateboarding se reúnen organizados por Leo Baker en el Maloof Skatepark

Se realizaron varias mejoras en el Parque Flushing Meadows-Corona en las décadas de 2000 y 2010. Flushing Meadows-Corona Park Conservancy se formó en 2002 para abogar por los parques en el área. Los $66.3 millones Flushing Meadows Natatorium, que abarca una piscina cubierta pública de tamaño olímpico y una pista de patinaje de tamaño reglamentario de la NHL, inaugurado en 2008. La instalación es el complejo de recreación más grande en cualquier parque de la ciudad de Nueva York, con 10 219 m². A esto le siguió la apertura de Citi Field, un nuevo campo de béisbol para reemplazar al Shea Stadium, en 2009.
Otra asociación público-privada, Alliance for Flushing Meadows-Corona Park, se creó en 2015. Comenzó la construcción o anunció planes para varios proyectos de mejora en el Parque Flushing Meadows-Corona. Estos incluyeron un plan para restaurar el Pabellón del Estado de Nueva York, así como la construcción de un "jardín de niebla" en las Fuentes de las Ferias del parque. Otros proyectos incluyeron la construcción de un paseo alrededor del lago Meadow y la rehabilitación del World's Fair Playground y el puerto deportivo. En 2015, el Parque Flushing Meadows-Corona también comenzó a albergar el Queens Night Market, un mercado de alimentos de verano que presenta cocina de docenas de países. El mercado se volvió popular debido a su asequibilidad, ya que todos los alimentos costaban un máximo de $5 a $6. Otro festival gastronómico, World's Fare, comenzó en 2017 y se lleva a cabo en el estacionamiento de Citi Field aproximadamente el tercer fin de semana de mayo. La restauración del Pabellón del Estado de Nueva York comenzó en 2019, al igual que el trabajo en las Fuentes de las Ferias. Las Fuentes de las Ferias se dedicaron en octubre de 2020.

### Diseño
El diseño del Parque Flushing Meadows-Corona conserva gran parte de la planificación Beaux-Arts de Gilmore D. Clarke y Michael Rapuano de las Ferias Mundiales de 1939 y 1964. La sección norte del parque, el antiguo recinto ferial, gira en torno a grandes caminos pavimentados que durante las ferias conducían a puntos focales como pabellones, fuentes y esculturas. Trylon y Perisphere, y más tarde Unisphere, se colocaron en el punto axial principal. El Unisphere y el Museo de Queens actualmente se encuentra en el extremo oeste del paseo principal. Cerca del centro del paseo (llamado Paseo Herbert Hoover en el lado norte y Paseo Dwight D. Eisenhower en el lado sur) se encuentran las Fuentes de las Ferias, que se encuentran en la mediana de los caminos. En el extremo este se encuentra la Fuente de los Planetas (Fountain of the Planets), originalmente llamada Piscina de la Industria (Pool of Industry). Este diseño se utilizó para guiar a los asistentes a la feria a las exhibiciones. El diseño se basó en el plan de Gian Lorenzo Bernini para la Plaza de San Pedro en la Ciudad del Vaticano. El paseo principal, que mide 2500 pies (762 m), fue denominado provisionalmente "Cascade Mall" durante su construcción, y "Constitution Mall" durante la primera feria. Desde entonces, muchos sitios de exhibiciones y pabellones han sido reemplazados por campos de fútbol (césped artificial o tierra y césped), mientras que otros se han dejado como campos de césped abiertos.
La parte sur está ocupada en gran parte por los lagos Meadow y Willow. Junto con la Fuente de los Planetas, toman sus aguias del Río Flushing, que fluye hacia el norte entre ellos y por debajo de la fuente como un río subterráneo en dirección a la Bahía de Flushing. Los lagos están conectados por un estrecho canal, lo que forma una península entre estos. Durante la Feria de 1939, el Meadow se denominó temporalmente "Fountain Lake" y "Liberty Lake". La tierra a su alrededor contiene gran parte de la verdadera "zona verde" del parque, con césped abierto, áreas de pícnic y parrillas, y campos de béisbol y cricket. Durante las ferias, la orilla norte y parte de la este se usaron como área de entretenimiento, y se agregaron grandes estacionamientos en las orillas este y oeste para la Feria de 1964. Los lotes fueron retirados y convertidos en zonas verdes tras la Feria de 1964. El área del lago Willow es una reserva natural. El a su área alrededor también tenía campos deportivos y senderos, hasta que fue vallada y convertida en una reserva en 1976.
El parque está completamente circunscrito por carreteras construidas por Robert Moses. Su límite este está formado por Van Wyck Expressway (I-678). Los extremos sur y oeste del parque están unidos por Grand Central Parkway, con el Kew Gardens Interchange situado en el punto más al sur. El borde norte del parque está limitado por la parte de la autopista de Northern Boulevard (Ruta 25A del estado de Nueva York) que conecta Grand Central y Whitestone Expressway. El parque está dividido en dos por la Long Island Expressway, en el extremo sur aproximado de los antiguos vertederos de ceniza de Corona, que separan las mitades norte y sur del parque. Jewel Avenue y su intercambio con Grand Central separan aún más la sección sur en dos mitades, con Meadow Lake al norte de Jewel Avenue y Willow Lake al sur. El acceso al parque es limitado debido a la falta de transporte público que llegue a muchas áreas del sitio y la presencia de carreteras en los perímetros del parque que separan el sitio de los vecindarios locales. El parque también tiene muy pocas entradas formales desde los vecindarios locales; esto es un vestigio de las Ferias Mundiales, donde se controlaba el acceso.
Los estudios de varios grupos han separado el parque en un número diferente de secciones. Un estudio realizado por la Escuela de Graduados de Arquitectura, Planificación y Preservación de Columbia divide el parque en tres áreas: el "núcleo histórico" (antiguo recinto ferial mundial), Meadow Lake y Willow Lake. El Plan Marco Estratégico del Parque Flushing Meadows Corona divide el parque en un total de siete "zonas": la Marina a lo largo de la Bahía de Flushing (que contiene la Marina de la Feria Mundial), el "Centro Deportivo" (que contiene el Citi Field y la USTA), "West Park" (una pequeña sección que se extiende al oeste de Grand Central Parkway y el recinto ferial, que alberga el New York Hall of Science y el Zoológico de Queens), el "Recreation & Garden Botanical Area" (que se extiende al este del recinto ferial a lo largo del Corredor de Kissena Creek, que alberga el Jardín Botánico de Queens), el "Área Central de la Feria Mundial Histórica", Meadow Lake y Willow Lake.

### Tamaño
El Parque Flushing Meadows-Corona es el cuarto parque público más grande de la ciudad de Nueva York. Durante mucho tiempo se creyó que tenía 508 ha, pero una encuesta concluida en 2013 encontró que su tamaño real era de 363 ha al contabilizar las carreteras principales y otras exclusiones dentro del perímetro del parque. Esto no tiene en cuenta un reclamo en disputa, que implica que el vecindario de Willets Point, en el borde norte del parque, es parte del parque.

### Ecología
Los dos lagos y el resto de Flushing Creek están separados por una compuerta o presa contra inundaciones llamada "Puente Porpoise" o "Puente Tide Gate", ubicado justo al sur del caballete de Port Washington Branch del Ferrocarril de Long Island, en el extremo norte. del Centro de Golf Flushing Meadows. La presa solo permite que pasen los flujos hacia el norte hacia la Bahía de Flushing, mientras bloquea las aguas que fluyen hacia el sur. Como su nombre lo indica, la presa también actúa como un puente, llevando el tráfico de peatones y vehículos sobre el arroyo. Mide 11 m de ancho y 113 m de largo. Los lagos son alimentados por aguas subterráneas.

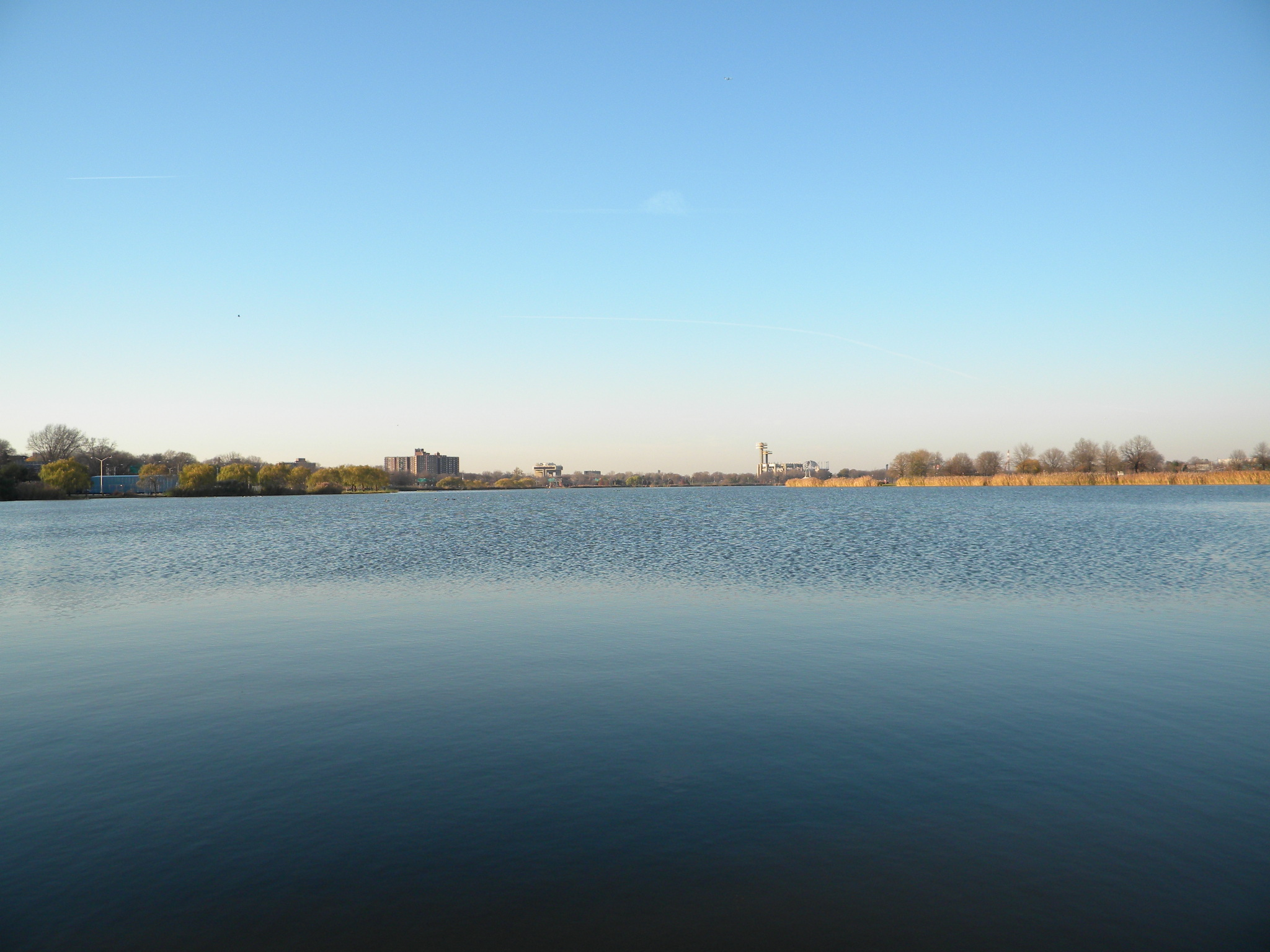
Mirando a través del lago Meadow

Antes de la urbanización, Flushing Meadows era originalmente un pantano de marea, y Flushing Creek recibía aguas que fluían hacia el sur de las mareas de la Bahía de Flushing . Aunque los lagos se construyeron como lagos de agua dulce y se represaron para mitigar los efectos de las mareas, las inundaciones continúan afectando el parque. Los lagos también son altamente eutróficos, debido a que nutrientes como el fósforo de los antiguos pantanos se filtran en el agua, lo que provoca la muerte de los peces. La presa impide la acción regular de las mareas, que los filtrarían. Además, los lagos están sujetos a la contaminación y la escorrentía pluvial de las carreteras cercanas, a través de tuberías que desembocan en ellos.
Debido a su conexión con la Bahía de Flushing, varias especies de peces nativas de los hábitats marinos nadan regularmente y habitan en los lagos Meadow y Willow. Las especies de peces nativas de Meadow Lake incluyen la anguila americana, la lobina negra, la cabeza de serpiente del norte (una especie invasora) y el salmonete blanco. Willow Lake lleva el nombre de las muchas especies de plantas de sauce que habitan en la zona. Las fragmitas invasoras, un género de hierbas silvestres, también son abundantes. Los intentos de matar a los fragmitas con pesticidas han llevado a una mayor matanza de peces. Numerosos árboles y arbustos que producen bayas cerca de Willow Lake atraen a varias especies de aves migratorias. Se ha descubierto que la biodiversidad de los lagos es mucho menor que la de otros cuerpos de agua de tamaño comparable.

### Estructuras notables

#### Atracciones
Cerca del extremo norte del parque, junto a Willets Point, se encuentra la zona "Sport Center", donde se lleva a cabo el Abierto de Estados Unidos. En 2006, el centro de tenis fue nombrado Centro Nacional de Tenis Billie Jean King de la USTA en honor a la tenista profesional Billie Jean King. Su cancha central es el Estadio Arthur Ashe, y su cancha secundaria es el Estadio Louis Armstrong. Citi Field, el hogar de los Mets de Nueva York desde 2009, se encuentra en el extremo norte del parque. El Shea Stadium, el hogar anterior de los Mets y el anfitrión anterior del equipo de fútbol de los New York Jets, una vez estuvo junto al área que ahora alberga el Citi Field.
Además de los estadios existentes, se han propuesto varias otras instalaciones deportivas para el parque. En la década de 1950, Flushing Meadows fue uno de varios sitios propuestos para la reubicación de los Dodgers de Brooklyn, hasta que la franquicia se mudó a Los Ángeles en 1958. Se propuso un circuito de carreras para albergar un gran premio de Fórmula 1 para la ciudad de Nueva York, con uno de los circuitos potenciales que se construiría alrededor de Meadow Lake, primero para la temporada de 1975 y luego para la temporada de 1983. La comunidad local y los grupos ambientalistas se opusieron a los planes, y la carrera se pospuso y finalmente se canceló en 1985. Uno de los sitios alternativos, el Meadowlands Sports Complex en Nueva Jersey, albergaría el Gran Premio de Meadowlands en 1984. También en la década de 1980, los Generales de Nueva Jersey de la Liga de Fútbol de los Estados Unidos (USFL) propusieron mudarse al parque, con la construcción de un nuevo estadio en Willets Point adyacente al Shea Stadium. Los planes se disolvieron cuando la USFL se retiró en 1985. Poco después, los New York Jets rechazaron un plan para hacerse cargo del estadio propuesto. En la década de 2010, se propuso un estadio de la Major League Soccer en el parque después de que la MLS fundara el New York City FC, el segundo equipo de fútbol del área de Nueva York. Después de examinar varios sitios en el área de Nueva York, New York City FC finalmente decidió construir su estadio propuesto de 25 000 asientos en el Parque Flushing Meadows-Corona para 2016, considerando el parque como el único lugar viable para un estadio. El estadio, que habría estado ubicado en el sitio de la Piscina de la Industria/Fuente de los Planetas, recibió una fuerte oposición de la comunidad, lo que obligó al equipo a cambiar sus planes y jugar en el Yankee Stadium por un tiempo. cantidad de tiempo no especificada.
El lago Meadow del parque contiene una casa de botes, una de las dos estructuras que quedan de la Feria Mundial de 1939, la otra es el Museo de Queens. Los botes de alquiler están disponibles en el cobertizo para botes para remar y remar, y Meadow Lake es también el sitio de actividades de remo para la organización sin fines de lucro Row New York, con equipos que practican en el lago durante gran parte del año. Meadow Lake también alberga el Festival anual del Bote del Dragón de Hong Kong en Nueva York, y los equipos de Nueva York practican en Meadow Lake durante los meses de verano. La American Small Craft Association (TASCA) también alberga una flota de más de una docena 14,5 pies (4,4 m) Embarcaciones de vela con aparejo de balandra, utilizadas para la enseñanza, carreras y recreación de los miembros del club. Los senderos para bicicletas se extienden alrededor de Meadow Lake y se conectan con Brooklyn-Queens Greenway. Willow Lake Trail, un sendero natural alrededor de Willow Lake, se reabrió parcialmente en 2013 y es parte de la reserva natural de Willow Lake. La puerta de la Avenida 78 al lago permanece cerrada e inaccesible a pesar de ser la puerta más cercana a la estación de metro Kew Gardens–Union Turnpike. La falta crónica de mantenimiento de esta parte del sendero ha llevado a los residentes comunes a recurrir a la limpieza del sendero. Los numerosos campos de juego recreativos y parques infantiles del parque se utilizan para actividades que reflejan la amplia mezcla étnica de Queens; el fútbol y el cricket son especialmente populares.
Algunos edificios de la Feria Mundial continuaron en uso después de la Feria de 1964. El Carrusel de Flushing Meadows, inaugurado como parte de la Feria de 1964, opera en la parte noroeste del parque. El Salón de la Ciencia de Nueva York, fundado durante la Feria Mundial de 1964, fue uno de los primeros museos de ciencia del país y todavía funciona en su ubicación original en la esquina norte del parque. El Pabellón del Estado de Nueva York, construido como sala de exposiciones del estado para la misma Feria Mundial, también es una característica del parque. Sin embargo, no se encontró ningún nuevo uso para el edificio después de la Feria, y la estructura se encuentra abandonada y en descomposición, aunque se volvió a pintar de amarillo en 2015. Junto al Pabellón del Estado de Nueva York se encuentra el Queens Theatre in the Park, originalmente la atracción "Theaterama" de la Feria de 1964, que se mudó a su edificio actual en 1993. Terrace on the Park, una instalación de banquetes y catering, fue originalmente el helipuerto oficial de la Feria Mundial de 1964. El Museo de Queens, que se convirtió en la sede de la Asamblea General de las Naciones Unidas después de la Feria de 1939, fue adaptado como edificio del Pabellón de la Ciudad de Nueva York de la Feria de 1964. Después de la feria, se subdividió en el Centro de Arte de Queens y una pista de patinaje sobre hielo, la última de las cuales se eliminó cuando se amplió el museo en 2013.
Otros edificios permanecieron durante un tiempo después de la conclusión de la Feria de 1964 para ver si se les podía encontrar un nuevo uso, pero posteriormente fueron demolidos. Esto incluyó el Pabellón de Viajes y Transporte, destruido en 1967 después de una conversión fallida en una estación de bomberos, y el Pabellón Federal, demolido en 1977 después de un gran deterioro. Una de esas parcelas se convirtió en el sitio del Playground for All Children, uno de los primeros parques infantiles diseñado para incluir actividades accesibles para discapacitados. El concurso de diseño para el patio de recreo lo ganó el arquitecto Hisham N. Ashkouri; la instalación se completó en 1984 y se renovó y reabrió en 1997.

#### Otras infraestructuras
Este parque también contiene tres instalaciones de mantenimiento de la Autoridad de Transporte Metropolitano (MTA): el patio del metro Jamaica, el patio del metro Corona y el depósito de autobuses Casey Stengel. Jamaica Yard está ubicado en el extremo sur del sitio del parque, más allá de Willow Lake, mientras que Corona Yard y Casey Stengel Depot están ubicados frente a Citi Field.

## Transporte

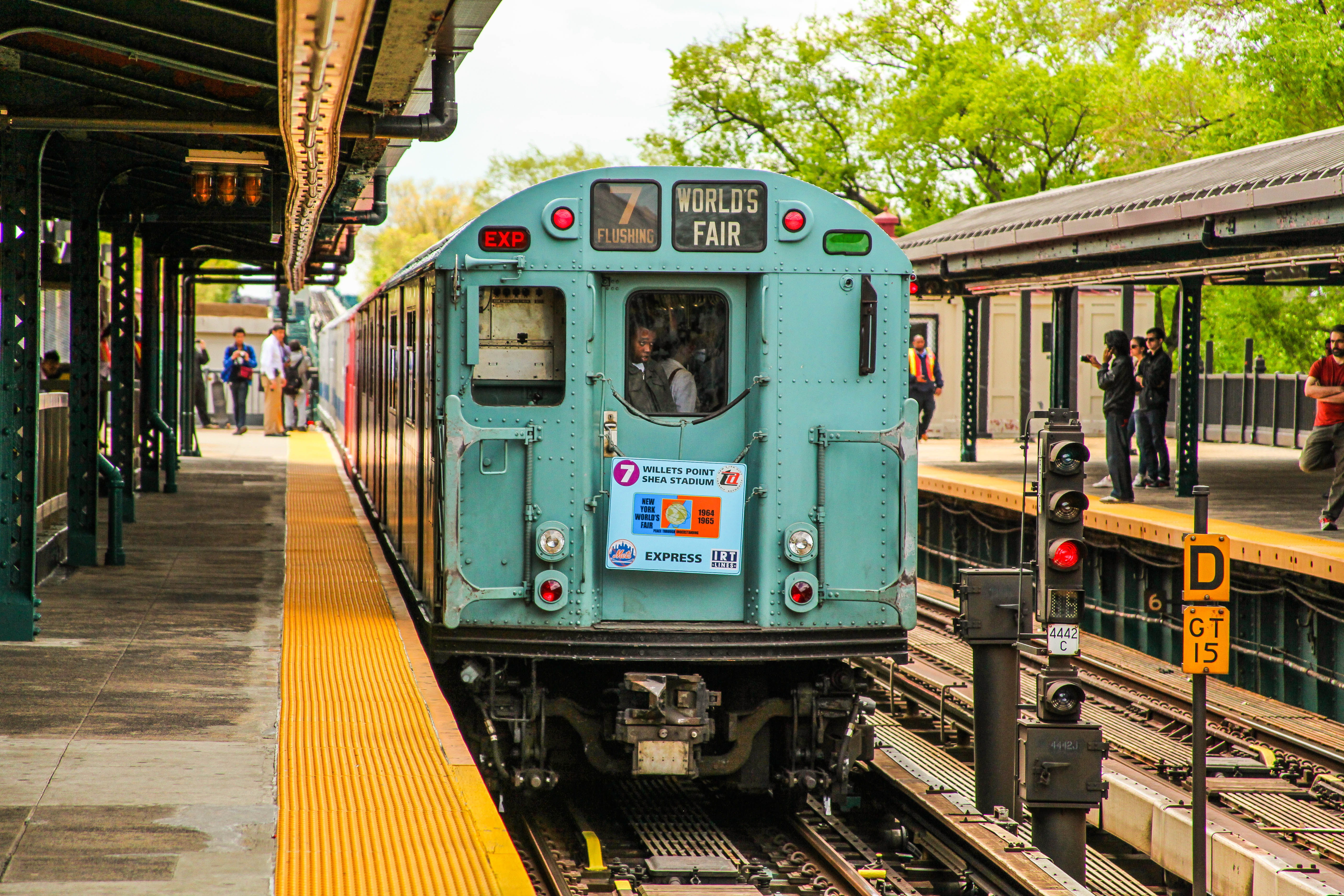
Un vagón de metro R33 de la Feria Mundial que conduce el Tren de varios colores en Mets-Willets Point.

El metro de la ciudad de Nueva York y el ferrocarril de Long Island sirven al extremo norte del parque. La estación de metro IRT Flushing Line en Mets-Willets Point sirve al 7 y < 7  trenes, y la estación LIRR de nombre similar sirve a la sucursal de Port Washington. Estas estaciones están ubicadas en el extremo norte del parque junto a Corona Yard y la estación de autobuses, y sirven principalmente a Citi Field y la USTA. La estación de metro de la calle 111 está ubicada justo afuera de los terrenos del parque y da servicio al Salón de la Ciencia. Los autobuses Q48 todos por el parque, pero solo el Q48 se detiene dentro del perímetro del parque, sirviendo a Citi Field y la USTA. La Q58 y la Q88 paran a ambos lados del parque y cruzan el parque a través de Horace Harding Expressway, mientras que la Q64 cruza el parque a lo largo de Jewel Avenue/69th Road.

## En la cultura popular
El "Valle de las cenizas" descrito en la novela de F. Scott Fitzgerald El gran Gatsby (1925) es un lugar ficticio que se dice que se inspiró en el sitio del Parque Flushing Meadows-Corona cuando todavía era un basurero, así como en cerca de Willets Point.
En la película Men in Black (1997), los restaurantes en forma de platillo en lo alto de las torres de observación del Pabellón del Estado de Nueva York fueron retratados como ovnis extraterrestres reales utilizados como exhibición para disfrazar su apariencia al público. Edgar, el insecto, intenta usar uno para escapar del planeta, pero no antes de ser derribado por los agentes, cuando luego intenta subir a bordo de la segunda nave, pero Jay lo detiene, quien lo engaña para que vuelva a bajar. Algunas escenas de la película Men in Black 3 (2012) también se filmaron en Flushing Meadows. Esa película presenta una escena que recrea el Shea Stadium, demolido en 2009, durante la Serie Mundial de 1969.
La introducción a la comedia de situación de larga duración de la década de 1990 The King of Queens se filmó en parte en el Parque Flushing Meadows-Corona. En 2001, durante la primera temporada de The Amazing Race, el Unisphere en el Parque Flushing Meadows sirvió como línea de meta. En 2014, sirvió como parada en el tramo de ida de la temporada 25.
En Marvel Cinematic Universe, la Stark Expo, presentada por primera vez en Iron Man 2 (2010), tiene lugar en el Parque Flushing Meadows-Corona y aparece en varias películas de la serie, incluido Capitán América: el primer vengador (2011) y brevemente en Spider-Man: Homecoming (2017).
A principios de 2018, el músico Paul Simon anunció que realizaría su último concierto en vivo en el Parque Flushing Meadows-Corona el 22 de septiembre de 2018. Simon había crecido cerca del vecindario y había visitado el parque con frecuencia.
En el último episodio de la temporada 2 de Awkwafina Is Nora from Queens, el auto de Nora se descompone en el Parque Flushing Meadows-Corona mientras regresa a casa durante el encierro por la pandemia de COVID-19 en Nueva York.